# Throw That
Throw That (englisch etwa für „wirf das“) ist ein Lied der US-amerikanischen Rap-Gruppe Slaughterhouse, das sie zusammen mit dem Rapper Eminem aufnahm. Der Song wurde am 21. August 2012 als fünfte und letzte Single ihres zweiten Studioalbums Welcome to: Our House veröffentlicht.

## Inhalt
Throw That ist dem Genre Dirty Rap zuzuordnen, wobei der Text explizite sexuelle Inhalte aufweist. Eminem übernimmt den Refrain, der von einer Stripperin handelt, die Männer mit ihrem Körper verführt. Die Slaughterhouse-Mitglieder rappen in den Strophen vorrangig über Frauen und ihre Genitalien.
| Liedteil   | Künstler                   |
| Refrain    | Eminem                     |
| 1. Strophe | Royce da 5′9″              |
| 2. Strophe | Crooked I                  |
| 3. Strophe | Joe Budden und Joell Ortiz |

“She strips to get tips

Those lips and those childbearing hips

I’ll throw this – I’ll throw this dick on you, girl”

## Produktion
Der Song wurde von dem kanadischen Musikproduzenten T-Minus, zusammen mit Eminem, der als Co-Produzent fungierte, produziert. Dabei verwendeten sie Samples aus den Liedern Throw the ‘D’ der Rapgruppe 2 Live Crew und It Takes Two des Musikduos Rob Base & DJ E-Z Rock. Somit sind die Urheber dieser Stücke, neben den Mitgliedern von Slaughterhouse, T-Minus und Eminem, ebenfalls als Autoren von Throw That angegeben.

## Single

### Covergestaltung
Das Singlecover ist im Comicstil gehalten und zeigt eine Frau mit aufgerissenem Mund und erschrockenem Blick, die den Arm nach oben reißt, während links oben im Bild der Schatten eines Penis zu sehen ist. Das Slaughterhouse-Logo befindet sich in der Mitte des Covers und darunter stehen die Schriftzüge Throw That sowie Ft. Eminem in Gelb bzw. Weiß.

### Chartplatzierungen
Throw That stieg am 8. September 2012 für eine Woche auf Platz 98 in die US-amerikanischen Singlecharts ein. Zudem erreichte der Song Rang 69 in Kanada. In weiteren Ländern konnte er sich nicht in den Charts platzieren.
| ChartsChartplatzierungen       | Höchstplatzierung | Wochen |
| ------------------------------ | ----------------- | ------ |
| Vereinigte Staaten (Billboard) | 98 (1 Wo.)        | 1      |